# Zalmoxes
Zalmoxes (numit după zeitatea dacică Zalmoxis) este un gen de dinozaur erbivor din Cretacicul târziu pe teritoriul României.

## Descriere

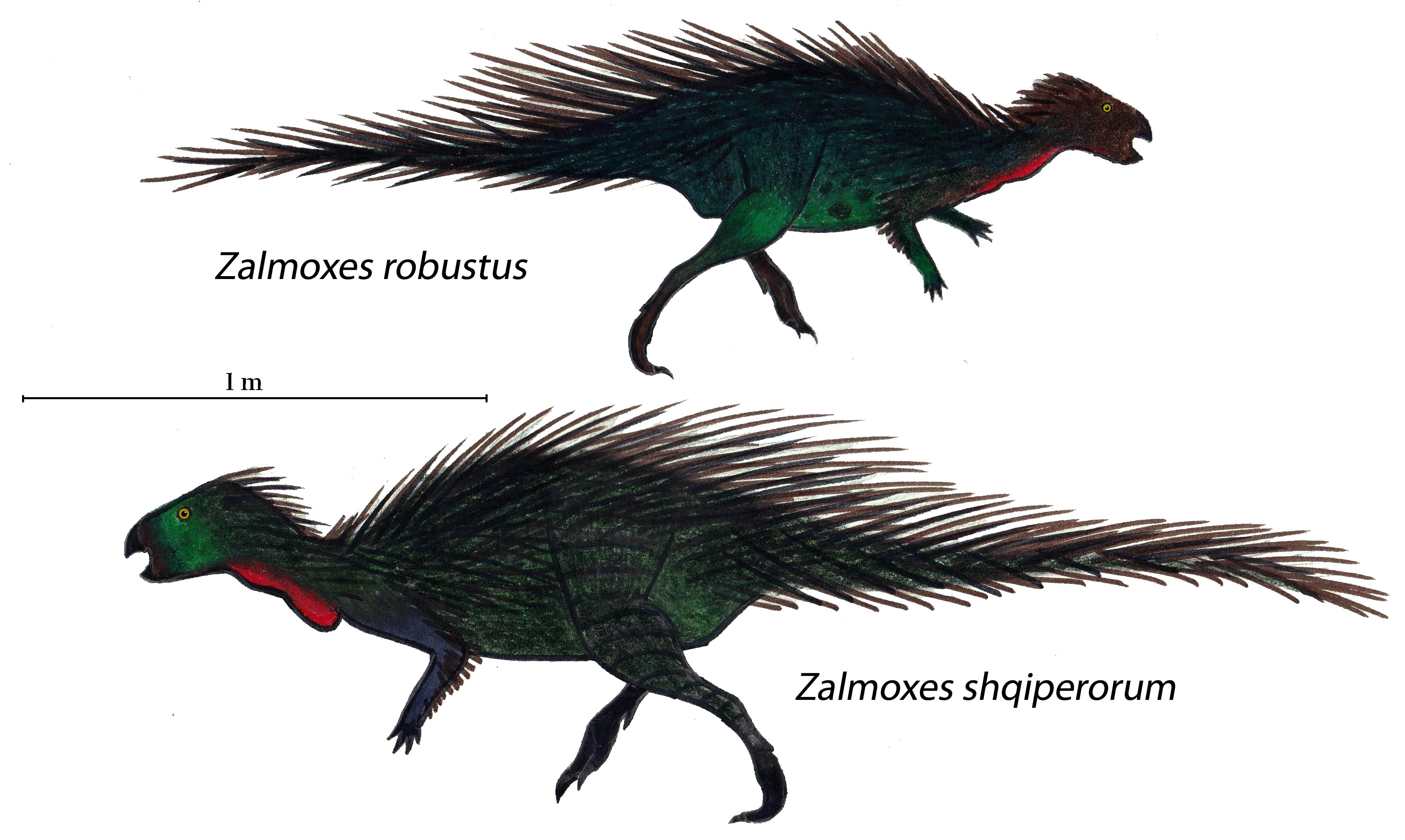
Reconstrucție a subspeciilor Z. robustus și Z. shqiperorum

Zalmoxes a fost un erbivor biped mic, dar cu un cap triunghiular mare, cu un cioc ascuțit și un gât scurt. Specia Z. robustus era mai mică, cu o lungime de la 2 la 3 metri. Z. shqiperorum avea o lungime de 4 - 4,5 metri. Dimensiunile mici au fost explicată de Nopcsa ca un exemplu de nanism insular.

## Descoperirea

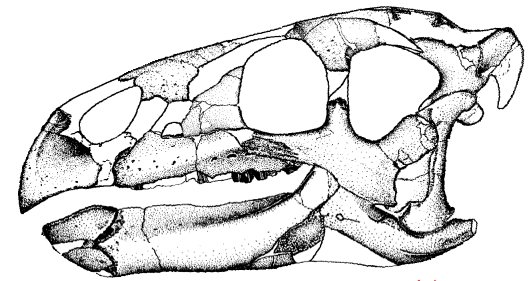
Reconstrucţia unui craniu de Zalmoxes pe baza fosilelor craniene cunoscute.

În 1900, Franz Nopcsa a numit o nouă specie de Mochlodon, Mochlodon robustum, bazându-se pe numeroasele fosile descoperite pe teritoriul Transilvaniei. Numele specific se referă la construcția sa robustă. În 1915, el l-a redenumit ca o specie de Rhabdodon, Rhabdodon robustum, și clasificat în 1990 de către George Olshevsky ca Rhabdodon robustus.
În 2003, David Weishampel, Coralia-Maria Jianu, Zoltan Csiki și David Bruce Norman au numit un nou gen pentru descoperiri: Zalmoxes, o variantă a numelui zeului Zalmoxis. Numele acestei zeități a fost ales deoarece s-a retras timp de trei ani într-o criptă și a fost înviat al patrulea an. Asemenea lui Zalmoxes care a fost eliberat de Nopcsa din mormântul său pentru a atinge nemurirea taxonomică.
Aceeași autori în 2003, au numit și descris o a doua specie: Zalmoxes shqiperorum. Numele specific este derivat din Shqiperia, cuvântul albanez pentru Albania, deoarece baronul Nopcsa a avut o relație specială cu această țară.

## Legături externe
- Dinosaur Mailing List entry (announces the formal publication of Zalmoxes) Arhivat în 11 februarie 2012, la Wayback Machine.